# 高嶺朋樹
高嶺 朋樹（たかみね ともき、1997年12月29日 - ）は、北海道札幌市手稲区生まれ、南区出身のプロサッカー選手。Jリーグ・北海道コンサドーレ札幌所属。ポジションはミッドフィールダー（MF）。

## 来歴

### プロ入り前
札幌市生まれだが、幼稚園時代は倶知安町、小学校1年から2年までは網走市に住んでいた。小学校4年生からコンサドーレ札幌のアカデミーに9年間所属したがトップチームへは昇格できず、筑波大学へ進学。大学時代の同期に三笘薫がいる。
2019年3月、2020年からの北海道コンサドーレ札幌へ加入が内定し、同月に特別指定選手に承認された。同年4月10日のYBCルヴァンカップグループステージ第3節・湘南ベルマーレ戦で途中出場し、公式戦デビューした。

### 北海道コンサドーレ札幌
2020年より北海道コンサドーレ札幌に正式に入団した。1年目は福森晃斗が怪我で離脱すると左センターバックに入り、その後もボランチを中心に30試合に出場した。
2021年10月2日のJ1第31節・ガンバ大阪戦でプロ初得点となる豪快なミドルシュートを決める。このゴールが2021年10月度の「明治安田生命J1リーグ月間ベストゴール」に選出された。

### 柏レイソル
2022年11月19日、柏レイソルへ完全移籍で加入することが発表された。

### KVコルトレイク
2024年7月30日、ジュピラー・プロ・リーグのKVコルトレイクへ移籍することが発表された。

### 北海道コンサドーレ札幌復帰
2025年1月5日、北海道コンサドーレ札幌へ完全移籍で加入することが発表された。3シーズンぶりの復帰となる。あわせて2025シーズンのキャプテンに就任することも発表された。

## 所属クラブ
- 網走市サッカースポーツ少年団
- 真駒内南サッカー少年団
- コンサドーレ札幌U-12
- コンサドーレ札幌U-15
- コンサドーレ札幌U-18（市立札幌藻岩高等学校[12]）
- 筑波大学
  - 2019年3月 - 同年12月  北海道コンサドーレ札幌（特別指定選手）
- 2020年 - 2022年  北海道コンサドーレ札幌
- 2023年 - 2024年7月  柏レイソル
- 2024年7月 - 同年12月  KVコルトレイク
- 2025年 -  北海道コンサドーレ札幌

## 個人成績
| 国内大会個人成績 | 国内大会個人成績 | 国内大会個人成績 | 国内大会個人成績 | 国内大会個人成績 | 国内大会個人成績 | 国内大会個人成績 | 国内大会個人成績 | 国内大会個人成績 | 国内大会個人成績 | 国内大会個人成績 | 国内大会個人成績 |
| 年度             | クラブ           | 背番号           | リーグ           | リーグ戦         | リーグ戦         | リーグ杯         | リーグ杯         | オープン杯       | オープン杯       | 期間通算         | 期間通算         |
| 年度             | クラブ           | 背番号           | リーグ           | 出場             | 得点             | 出場             | 得点             | 出場             | 得点             | 出場             | 得点             |
| 日本             | 日本             | 日本             | 日本             | リーグ戦         | リーグ戦         | リーグ杯         | リーグ杯         | 天皇杯           | 天皇杯           | 期間通算         | 期間通算         |
| ---------------- | ---------------- | ---------------- | ---------------- | ---------------- | ---------------- | ---------------- | ---------------- | ---------------- | ---------------- | ---------------- | ---------------- |
| 2016             | 筑波大           | 27               | -                | -                | -                | -                | -                | 1                | 0                | 1                | 0                |
| 2017             | 筑波大           | 16               | -                | -                | -                | -                | -                | 4                | 0                | 4                | 0                |
| 2019             | 札幌             | 31               | J1               | 0                | 0                | 2                | 0                | -                | -                | 2                | 0                |
| 2020             | 札幌             | 31               | J1               | 30               | 0                | 4                | 0                | -                | -                | 34               | 0                |
| 2021             | 札幌             | 6                | J1               | 38               | 1                | 9                | 0                | 2                | 0                | 49               | 1                |
| 2022             | 札幌             | 6                | J1               | 26               | 2                | 3                | 0                | 0                | 0                | 29               | 2                |
| 2023             | 柏               | 5                | J1               | 31               | 0                | 4                | 0                | 5                | 1                | 40               | 1                |
| 2024             | 柏               | 5                | J1               | 11               | 1                | 2                | 1                | 1                | 0                | 14               | 2                |
| ベルギー         | ベルギー         | ベルギー         | ベルギー         | リーグ戦         | リーグ戦         | リーグ杯         | リーグ杯         | ベルギー杯       | ベルギー杯       | 期間通算         | 期間通算         |
| 2024-25          | コルトレイク     | 23               | ジュピラー       | 19               | 0                | 0                | 0                | 1                | 0                | 20               | 0                |
| 日本             | 日本             | 日本             | 日本             | リーグ戦         | リーグ戦         | リーグ杯         | リーグ杯         | 天皇杯           | 天皇杯           | 期間通算         | 期間通算         |
| 2025             | 札幌             | 6                | J2               |                  |                  |                  |                  |                  |                  |                  |                  |
| 通算             | 日本             | 日本             | J1               | 136              | 4                | 24               | 1                | 13               | 1                | 173              | 6                |
| 通算             | 日本             | 日本             | J2               | 0                | 0                | 0                | 0                | 0                | 0                | 0                | 0                |
| 通算             | 日本             | 日本             | 他               | -                | -                | -                | -                | 5                | 0                | 5                | 0                |
| 通算             | ベルギー         | ベルギー         | ジュピラー       | 19               | 0                | 0                | 0                | 1                | 0                | 20               | 0                |
| 総通算           | 総通算           | 総通算           | 総通算           | 136              | 4                | 24               | 4                | 18               | 1                | 178              | 6                |

- 2019年は特別指定選手

出場歴
- 公式戦初出場 - 2019年4月10日 ルヴァンカップ・グループステージ第3節・湘南ベルマーレ戦（札幌ドーム）
- Jリーグ初出場 - 2020年7月4日 J1第2節・横浜FC戦（ニッパツ三ツ沢球技場）
- Jリーグ初得点 - 2021年10月2日 J1第31節・ガンバ大阪戦（パナソニックスタジアム吹田）

## タイトル

### 代表
ユニバーシアード日本代表
- ナポリ大会（2019年）

### 個人
- J1リーグ月間ベストゴール（2021年10月度）
- 明治安田Ｊ2リーグ KONAMI月間MVP （2025年6月度）

## 代表・選抜歴
- U-20全日本大学選抜
  - KBZ BANK CUP2017（2017年）
- ユニバーシアード日本代表
  - ユニバーシアードサッカー競技（2019年）
- U-23日本代表
  - トレーニングキャンプ（2020年）